# Nephus bisignatus
Tväfläckig plattdvärgpiga (Nephus bisignatus) är en skalbaggsart som först beskrevs av Karl Henrik Boheman 1850.  Nephus bisignatus ingår i släktet Nephus, och familjen nyckelpigor. Arten är reproducerande i Sverige.